# مباراة إيسنر-ماهو (ويمبلدون 2010)

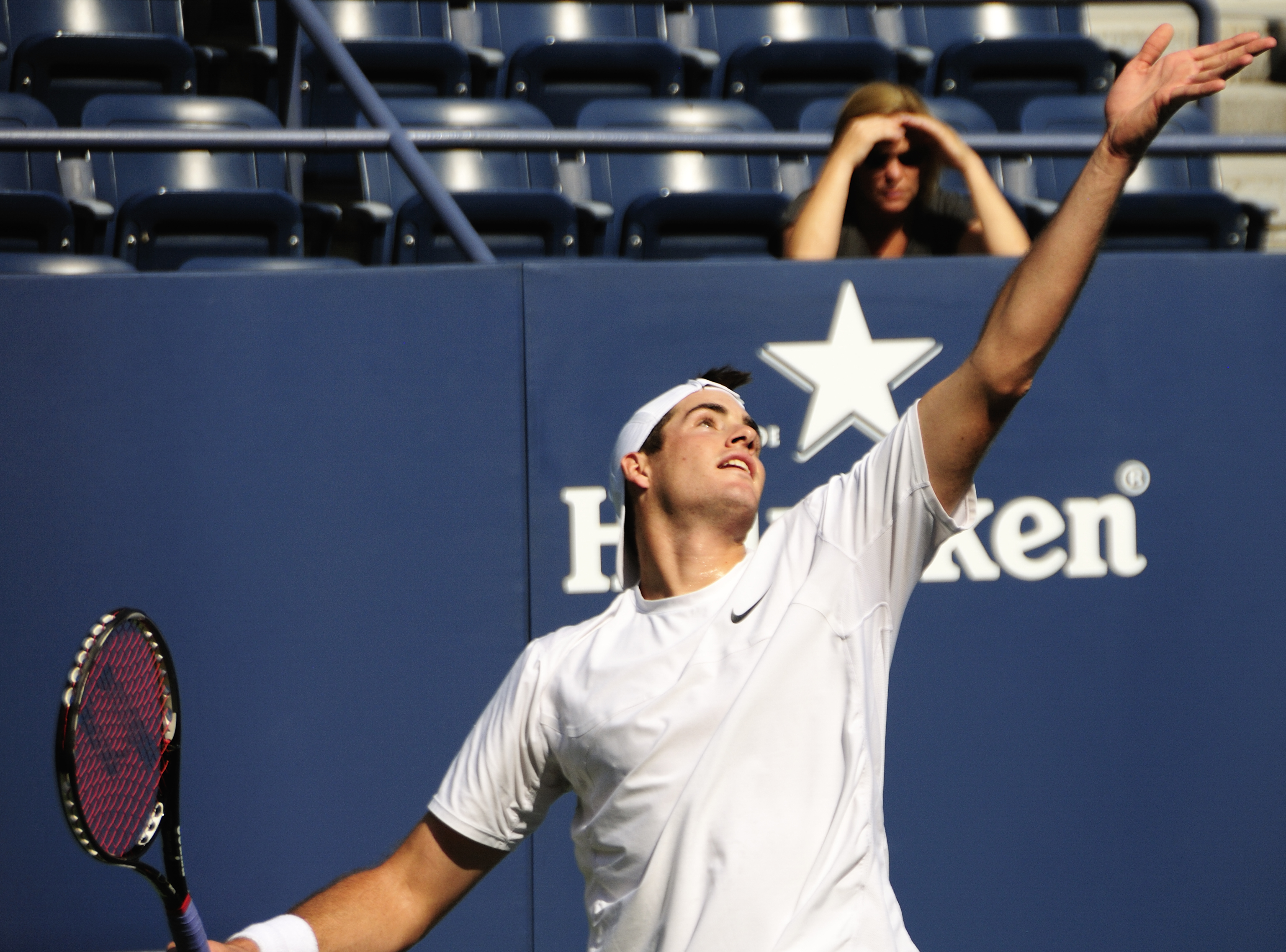
جون إيسنر

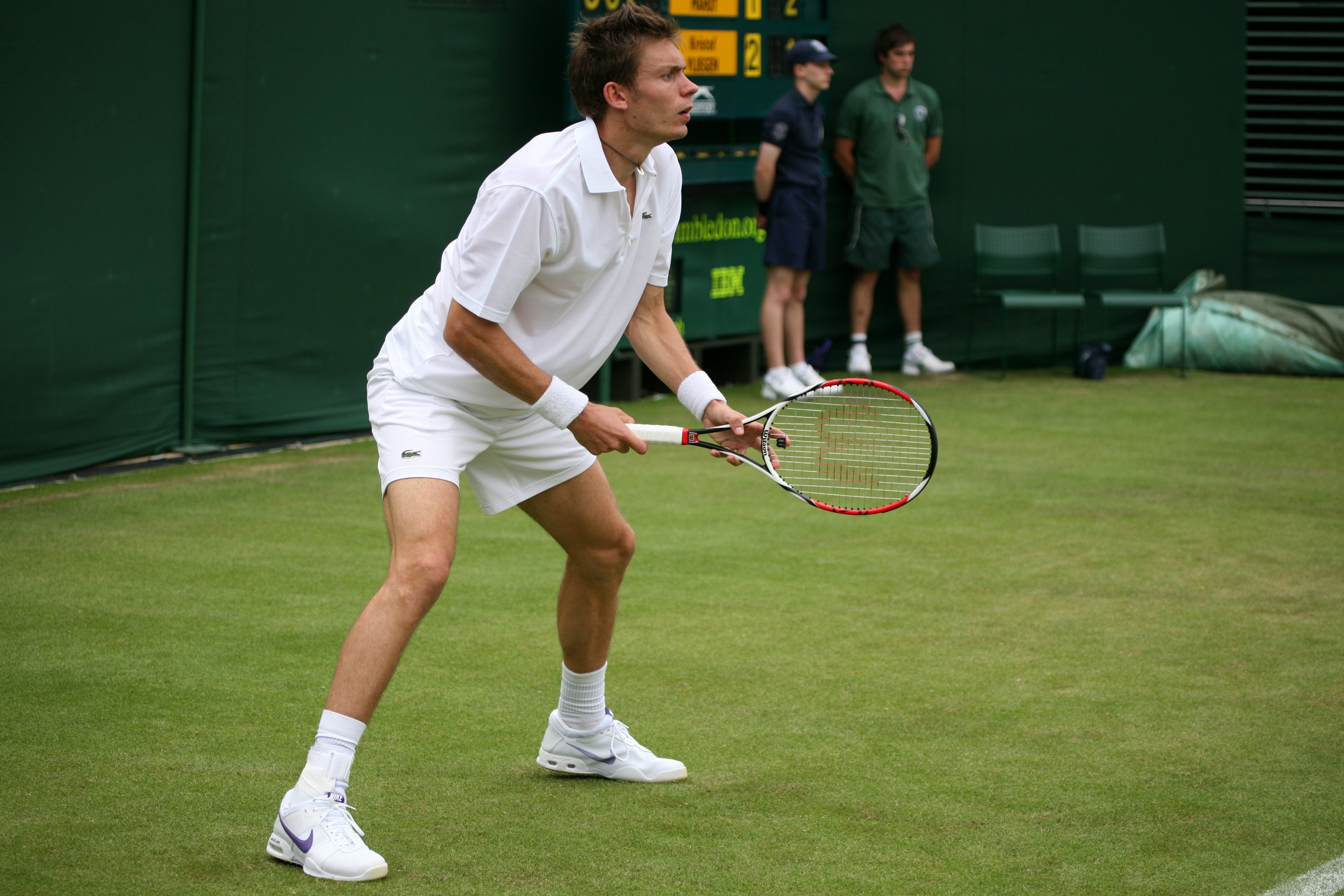
نيكولاس ماهوت

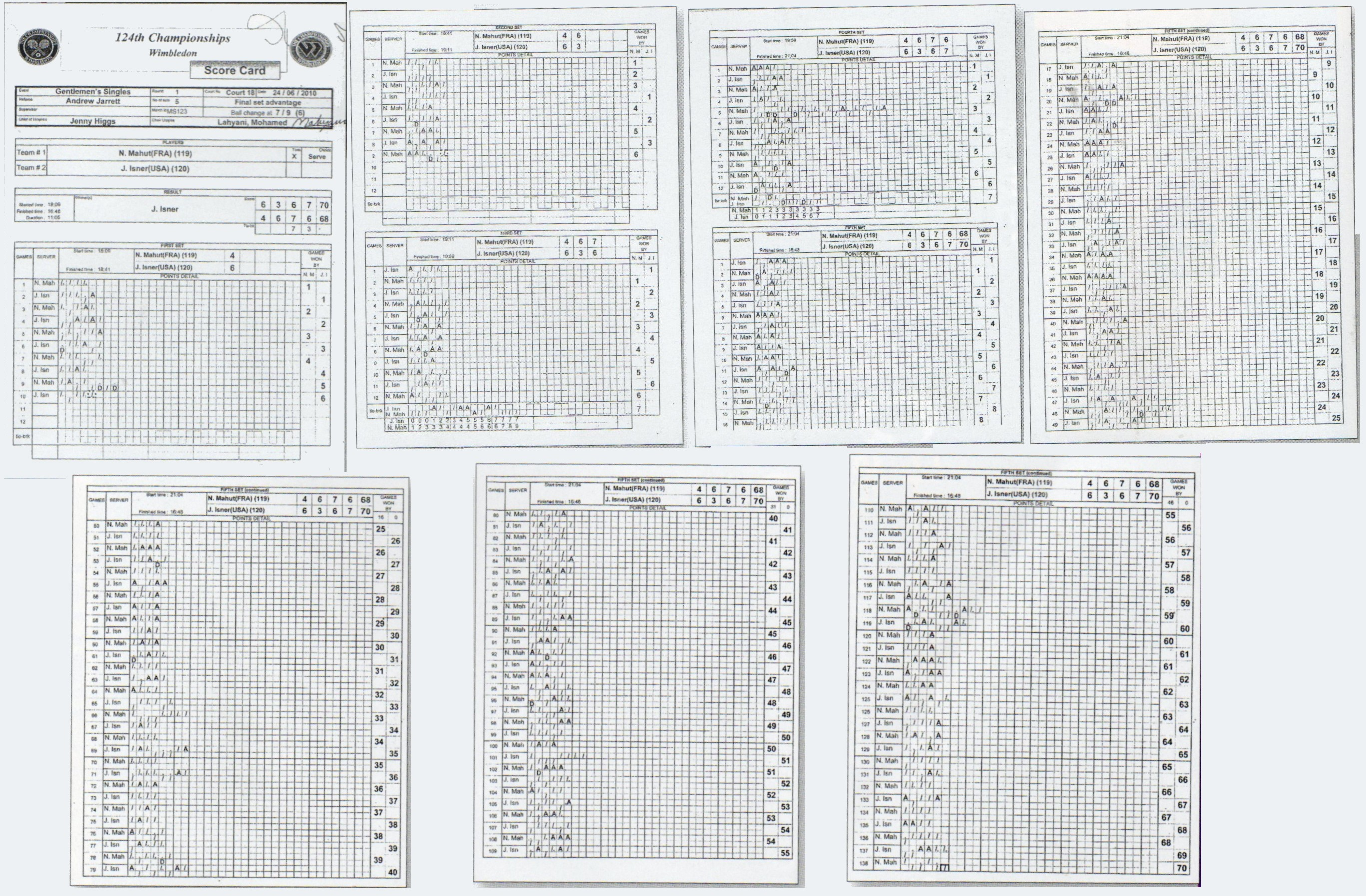
نسخة من بطاقة تسجيل النقاط المكونة من 7 صفحات للمباراة.

مباراة إيسنر-ماهو في بطولة ويمبلدون 2010 هي أطول مباراة في تاريخ كرة المضرب من حيث الزمن الذي استغرقته، ومن حيث عدد الأشواط، وكذلك من حيث عدد النقاط التي لعبت في المباراة. لعبت المباراة في الجولة الأولى من بطولة ويمبلدون العريقة عام 2010. الطرف الأول من المواجهة كان الأمريكي جون إيسنر المصنف رقم 23 حينها، أما الطرف الثاني فكان الفرنسي نيكولاس ماهوت. انتهت المباراة بفوز جون إيسنر بواقع 6–4, 3–6, 6–7(7–9), 7–6(7–3), 70–68 بمجموع 183 شوطاً و980 نقطة بعد إحدى عشرة ساعة وخمس دقائق من اللعب على مدار ثلاثة أيام. يشار إلى هذه المباراة بالمباراة التي لا نهاية لها.
بدأت المباراة الساعة 18:13 بتوقيت بريطانيا الصيفي (17:13 utc) يوم الثلاثاء بتاريخ 22 يونيو من عام 2010. عند الساعة 21:07 توقف اللعب بسبب حلول الظلام وكانت النتيجة مجموعتين لكل من الطرفين. استؤنفت المباراة يوم الأربعاء 23 يونيو الساعة 14:05 واستمرت حتى حلول الظلام مرة أخرى الساعة 21:10 محطمة الرقم القياسي السابق لأطول مباراة في التاريخ عند الساعة 17:45. وبنهاية يوم الأربعاء كانت النتيجة 59-59 في المجموعة الفاصلة. استكملت المباراة يوم الخميس 24 يونيو الساعة 15:43 وانتهت الساعة 16:48 بعدما استمرت المجموعة الأخيرة 8 ساعات وإحدى عشرة دقيقة مسجلة 12 رقماً قياسياً في موسوعة غينيس للأرقام القياسية.

## الخلفية
جرت المباراة في نسخة 2010 من بطولة ويمبلدون المكونة من 13 يوماً والتي تجري في شهري يونيو ويوليو. ماهوت الذي لم يكن في تصنيف عالي بما فيه الكفاية للتأهل للبطولة تلقائيا، حصل على مكانه من خلال الفوز في التصفيات قبل البطولة، حيث كان في الترتيب 27. لعب ثلاث جولات تأهيلية حيث هزم فرانك دانسيفيك بنتيجة 6–3, 6–0 في الجولة الأولى، ثم هزم أليكس بوغدانوفيتش بنتيجة 3–6, 6–3, 24–22، وأخيرا هزم ستيفان كوبيك بنتيجة 6–7(8), 3–6, 6–3, 6–4, 6–4. بعد أن لعب ماهوت خلال مرحلة التصفيات، أوقعته القرعة مع إيسنر في الجولة الأولى من الفردي.

## الأرقام القياسية
المباراة حققت ما مجموعه 11 رقما قياسيا على الأقل في كرة المضرب منها:
- أطول مباراة (11 ساعة و 5 دقائق).
- أطول مجموعة (المجموعة الخامسة تطلبت 8 ساعات و 11 دقيقة).
- أكبر عدد من إرسالات آيس (إسنر، 113)[3]
- أكبر عدد من النقاط في مباراة (980).